# Dolphin (emulator)
Dolphin – otwarte oprogramowanie, którego zadaniem jest emulacja konsol firmy Nintendo, w tym GameCube oraz Wii. Dostępny jest dla systemów operacyjnych Windows (7 lub nowszy), OS X (10.10 lub nowszy), Linux, a także na mobilny system Android. Jest to również pierwszy emulator, na którym udało się uruchomić gry komercyjne z emulowanych przez niego platform.

## Emulator GameCube’a (2003-2006)
Pierwsza eksperymentalna wersja Dolphina emulująca GameCube’a została wydana w 2003 roku. Jednak wszystkie emulowane wówczas gry działały bardzo wolno (ok. 5 kl./s) i posiadały liczne błędy graficzne.
Projekt Dolphin został oficjalnie zarzucony w 2004 roku, kiedy to została wydana finalna wersja 1.01 tego emulatora. Projekt jednak ponownie wskrzeszono w 2005 i 2006 roku, wersja 1.03 została wydana z wieloma udoskonaleniami i z niewielkim wsparciem dźwiękowym w porównaniu z wersją 1.01.

## Emulator GameCube’a i Wii (2007-do dziś)
Prawdziwy przełom w projekcie nastąpił 13 maja 2007 roku, kiedy producenci udostępnili publicznie kod źródłowy emulatora na licencji GPLv2. Wtedy też Dolphin zyskał podstawową obsługę konsoli Wii. Projekt zyskał wielu nowych producentów i stale się rozwijał z nowymi wersjami wydawanymi już regularnie. Nowe wersje emulatora były już wydawane jako wersje nieoficjalne „unofficial SVN builds” niż jako oficjalne. Zmieniono również oznaczenia kolejnych wersji z (np. 1.01) na RXXXX (np. R3961).
Do lipca 2009 roku Dolphin był już w stanie emulować większość gier z GameCube’a i Wii, choć część wciąż z błędami graficznymi i dźwiękowymi. Lista wszystkich emulowanych gier jest dostępna na oficjalnej stronie Dolphina. Przykładowe gry emulowane przez Dolphina:
- Super Smash Bros. Melee
- Super Mario Galaxy
- Super Mario Sunshine
- Resident Evil 4
- Metroid Prime 3: Corruption
- Mario Kart Wii
- Mario Party 4[1]
- Mario Kart: Double Dash!!
- Harvest Moon: Magical Melody

## Wymagania sprzętowe
Dolphin, aby dobrze działać, potrzebuje bardzo mocnego sprzętu komputerowego. Najważniejszy jest procesor, gdyż to on w głównej mierze odpowiada za emulacje. Oficjalnie obsługiwane są procesory pentium 4 i wszystkie nowsze oraz ich odpowiedniki firmy AMD. Jednak zalecane są co najmniej procesory dwurdzeniowe. Zaś karta graficzna musi wspierać OpenGL oraz Pixel Shader 2.0. Generalnie każda nowsza karta firm Nvidia oraz AMD (dawniej ATI) nadaje się do tego emulatora.

## Minimalne wymagania
- Procesor: każdy procesor z obsługą instrukcji SSE2
- Grafika: każda karta graficzna wspierająca OpenGL 3 i DirectX 10
- System operacyjny: Windows (7 lub nowszy)/Linux/OS X